# Jassi Jaisi Koi Nahin
Jassi Jassi Koi Nahin (Español, Nadie como Jassi) es una telenovela India que se emitió por Sony Entertainment Television del 1.º de septiembre de 2003 al 4 de mayo de 2006. La telenovela es una adaptación de la telenovela colombiana Yo soy Betty, la fea.

## Argumento
La historia sigue la vida de Jasmeet Singh, conocida como Jassi (Mona Singh), que es una joven de una familia de clase media en Mumbai. Jassi es una trabajadora sincera y ha estado trabajando para mantener a su familia. Ella es ingenua pero inteligente. Siempre ha sido apoyada y alentada por su padre, su abuela (Bebe) y su amigo cercano Nandu (Gaurav Gera), pero se ha enfrentado al rechazo de la sociedad en gran parte simplemente por su aspecto. Jassi de alguna manera consigue el trabajo de sus sueños en Gulmohar, un gran imperio de la moda. Ella es nombrada asistente de Armaan Suri (Apurva Agnihotri) y luego de un comienzo difícil pronto se vuelve indispensable en el trabajo. Ella se enamora de Armaan pero mantiene sus sentimientos para sí misma.
El programa sigue cómo Jassi tiene éxito en Gulmohar, pero debe enfrentar dificultades y problemas creados por varias personas descontentas con su éxito, una de las cuales es la arrogante novia de Armaan, Mallika (Rakshanda Khan). Se ve obligada a desaparecer cuando las cosas se ponen demasiado turbias y es salvada por el empresario Purab Mehra (Samir Soni), quien eventualmente se hace responsable del cambio de imagen de Jassi para que pueda ocultar su verdadera identidad y vengar los errores cometidos contra ella y su familia. Mientras tanto, Armaan se enamora de Jassi, y mientras llora su desaparición, se siente inexplicablemente atraída por su alter ego Jessica Bedi.
Al final, Armaan y Jassi se unen y obtienen el control de Gulmohar.

## Reparto
- Mona Singh como Jasmeet Walia (Jassi) / Jessica Bedi / Neha Shastri / Jasmeet Armaan Suri.
- Apurva Agnihotri como Armaan Suri, el heredero del imperio empresarial de Gulmohar que comienza como un hombre de negocios rico y arrogante.
- Rakshanda Khan como Mallika Seth, la fashionista y la novia de Armaan de una familia de negocios para hacer bien; antagonista principal (muerta).
- Uttara Baokar como la abuela de Jassi a quien llama con cariño Bebe.
- Virendra Saxena como Balwant Walia, Billoo, el padre de Jassi que siempre la ha animado.
- Surinder Kaur como Amrit Walia, la madre de Jassi.
- Gaurav Gera como Nandan Verma, Nandu, el mejor amigo de Jassi.
- Amar Talwar como Purushottam Suri, el padre de Armaan.
- Mahru Sheikh como Ila Suri, la madre de Armaan.
- Karan Oberoi como Raghav Oberoi.
- Samir Soni como Purab Mehra, un exitoso hombre de negocios que ayuda a Jassi a superar sus miedos y conoce su identidad todo el tiempo (Muerto).
- Vikas Bhalla como Chiranjeev (CJ) Oberoi.
- Neena Gupta como Nandini.
- Parmeet Sethi como Raj Malhotra, el mejor amigo y confidente de Armaan.
- Manini Mishra como Pari Kapadia, la mejor amiga de Mallika.
- Vinay Jain como Aryan Seth, el hermano de Mallika y la némesis de Armaan que harán todo lo posible para obtener el control del imperio Gulmohar.
- Rajesh Khera como Maddy, el diseñador de moda de Gulmohar.
- Jayati Bhatia como Bindiya, amiga de Jassi.
- Shabnam Sayed como Maria, la amiga de Jassi.
- Pushtiie Shakti como Maithili, la amiga de Jassi.
- Trishala como amiga de Jassi.
- Rakhee Tandon como Anjali (Angel) Suri, la hermana de Armaan.
- Aman Verma como abogado Thakral.
- Sakshi Tanwar como Abogado Indira Bhargav.
- Rohit Bakshi como Rahul.
- Shilpa Saklani como Vidhi.
- Chinky Jaiswa como Vedika.
- Nitin Arora como detective.
- Navneet Nishan como Hansmukhi.
- Gauri Pradhan Tejwani como Gauri Pradhan.
- Sandhya Mridul como Yaana.
- Sandhya Shetty como Kareena Modi.
- Vikram Sahu como Dhanraj.
- Shweta Kawatra como Meenakshi.
- Niyati Joshi como Jyoti (Jo) Khatri.
- Pooja Ghai Rawal como Riya.
- Pubali Sanyal como amigo de Jassi.
- Uday Tikekar como Padre Rodricks.
- Sanjay Batra como fiscal.
- Kanwaljit Singh como Shiv Pratap Oberoi.
- Shubhavi Choksey como Meera Oberoi.
- Salil Acharya como primo de Armaan.
- Kishori Shahane como Doctor.
- Ketki Dave como Vrinda Khatri.
- Rajesh Khattar como Parvatlal Singh.
- Apara Mehta como Naseem Aapa.
- Sanjay Batra como Abogado Rajkumar Jha.
- Neeru Bajwa como Neha Shastri.
- Anupama Verma como Sheetal Ambuja.
- Neena Gupta como Nandini.
- Shweta Salve como Arundhati Roy.
- Raman Trikha como Lucky.